# Bobrujky
Bibrujky (ukr. Бобруйки) – wieś na Ukrainie, w obwodzie czernihowskim, w rejonie czernihowskim. W 2001 liczyła 438 mieszkańców, wśród których 432 jako ojczysty język wskazało ukraiński, a 6 rosyjski.